# Achaea semiflava
Achaea semiflava is een vlinder van de familie van de spinneruilen (Erebidae). De wetenschappelijke naam van deze soort is voor het eerst voorgesteld door Robert Herbert Carcasson in een publicatie uit 1965.
De soort komt voor in Oeganda.